# Olivier Josso Hamel
Pour les articles homonymes, voir Josso et Hamel.
Olivier Josso, qui signe parfois Olivier Josso Hamel, né le 22 mars 1968 à Saint-Nazaire est un auteur de bande dessinée français.

## Biographie
Sa série autobiographique Au Travail (deux tomes parus chez l'éditeur L'Association,) fait partie de la sélection  officielle au Festival international de la bande dessinée d'Angoulême 2018 et a intégré le top 10 des albums BD de Télérama en 2017.

## Ouvrages

### Collectifs
- Périphéries, L'Association, 1994.
- Hommage à Mr Pinpon, L'Association, 1997.
- Comix 2000, L'Association, 1999.
- Comix Mac, Automne 67, 2000.
- Fabuleux Furieux ! - Hommage en Freak Style, Les Requins marteaux, 2004.
- D'un quai à l'autre, Ouest-France, 2006.
- The Dirty Cousins' GroiXplosion, Périscopages, 2007.
- Nous sommes Motorhead (collectif) 2009, Dargaud,  (ISBN 9782205063172)[6].
- Rock Strips, Flammarion, 2009.
- XX MMX, L'Association, 2010.
- Trop fastoche - La vie des festivals BD, Dupuis, 2010.
- Participation à Comicscope de David Rault, l'Apocalypse, 2013

### Albums
- Douce confusion, Ego Comme X, 2002.  (ISBN 2-910946-24-X)[7].
- Au travail, L'Association, coll. Eperluette
  - Tome 1, 2012,  (ISBN 2-8441444-38).
  - Tome 2, 2017,  (ISBN 978-2-8441-4600-7).